# إكزت (أمر)

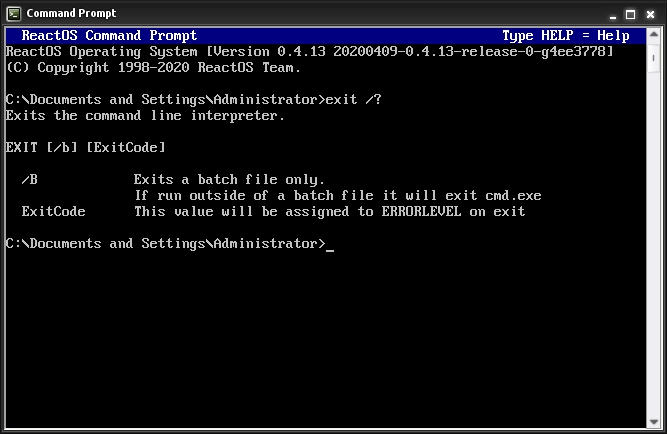

exit أمر مستخدم في كثير أنظمة التشغيل في قشور سطر أوامر ولغات البرمجة النصية. يسبب الأمر خروج البرنامج أو القشرة. إذا استخدم في قشرة تفاعلية فإن المستخدم يخرج من جلسته الحالية و/أو يُقطع اتصال المستخدم بالكونسول أو الطرفية. يمكن عادة تحديد رمز للخروج يكون قيمة رقمية ترجع إلى العملية الأم. من لغات البرمجة النصية التي تقدم هذا الأمر بي إتش بي وبيرل وغيرها.